# تاتاراک
تاتاراک (لهستانی: Tatarak) که برخی منابع فارسی آن را «حمله شیرین» نیز ترجمه نموده‌اند، فیلمی درام به کارگردانی آندری وایدا است که در سال ۲۰۰۹ منتشر شد. صحنه آغازین فیلم، مونولوگ مارتا در هتل، اشاره مستقیمی به صحنه‌ای از نقاشی ادوارد هاپر با عنوان «زنی در آفتاب» (۱۹۶۱) (موجود در مجموعه موزه ویتنی هنر آمریکایی در نیویورک) دارد.

## بازیگران
- کریستیانا یاندا در نقش مارتا
- پاوو شایدا در نقش بوگوش
- یان انگلرت در نقش پزشک، شوهر مارتا
- یادویگا یانکوفسکا-چشلاک
- روما گونشوروفسکا
- ماتئوش کوشچوکویچ
- آندری وایدا
- یاکوب مازورک